# Haplaria ochracea
Haplaria ochracea är en svampart som beskrevs av Pesante 1957. Haplaria ochracea ingår i släktet Haplaria och familjen Sclerotiniaceae.   Inga underarter finns listade i Catalogue of Life.